# QTV (아폴로 계획)

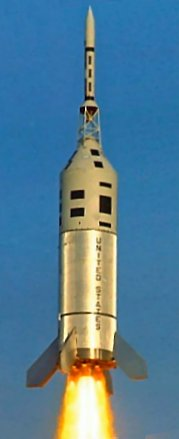
비행중인 리틀 조 II 로켓

QTV(성능 시험용 로켓, Qualification Test Vehicle)는 미국의 아폴로 계획에 의해 아폴로 사령·기계선의 성능을 시험하기 위해서 사용된 리틀 조 II 로켓이다.

## 비행
발사는 1963년 8월 28일 뉴멕시코주의 화이트 샌즈 미사일기지에서 행해졌다. 탑재된 우주선 및 비상 탈출 로켓은 모두 실물이 아닌 모형이었다. 계획의 대부분은 성공했지만, 유일한 실패는 자폭 장치가 작동하지 않았던 것이었다.